# آن وود
آن وود (بالإنجليزية: Anne Wood)‏ هي منتجة تلفزيونية بريطانية، ولدت في 18 ديسمبر 1937 في Spennymoor ‏ في المملكة المتحدة.

## وصلات خارجية
- آن وود على موقع IMDb (الإنجليزية)
- آن وود على موقع ميوزك برينز (الإنجليزية)
- آن وود على موقع ديسكوغز (الإنجليزية)
- آن وود على موقع قاعدة بيانات الفيلم (الإنجليزية)
- آن وود على موقع كينوبويسك (الروسية)